# ヤクーツク航空

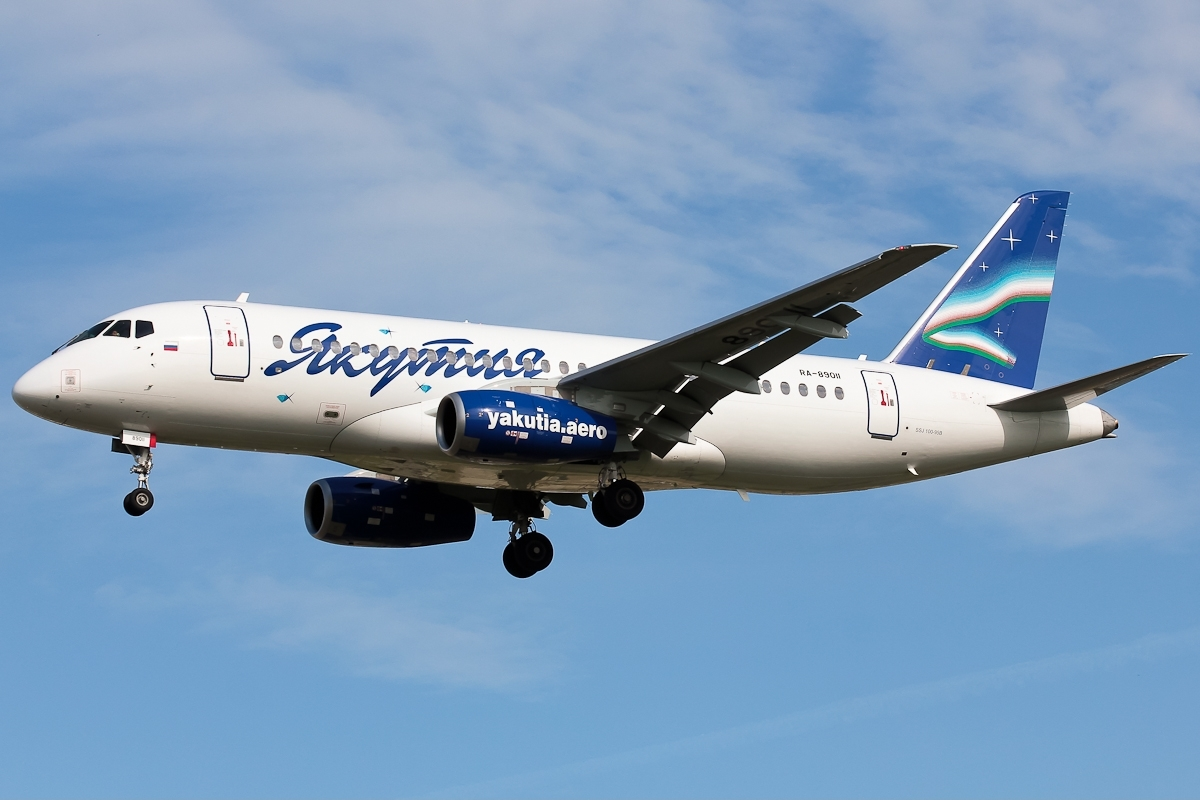
スホーイ・スーパージェット100型機

ヤクーツク航空（ヤクーツクこうくう、ロシア語: Авиакомпания Якутия、英語: Yakutia Airlines）は、ロシア連邦の航空会社である。ヤクーチヤ航空、ヤクティア航空とも表記される。
ロシア連邦サハ共和国のヤクーツクに本拠地を置き、ロシア国内や東アジアに定期便を運航しているほかヨーロッパへのチャーター便の運航も行っている。ハブは、ヤクーツク空港とモスクワのヴヌーコヴォ国際空港。

## 歴史
当社はもともとアエロフロート・ロシア航空のヤクーツク担当部門の「サハーヴィア」という会社で設立され、「ヤクータヴィアトランス」という名称で認知されていた。アジアやアフリカ、ヨーロッパなどに貨物チャーター便を中心に運航をしていたが、1999年に破産している。しかし2000年に地元自治体によって再建され、2002年に「ヤクータヴィア」と合併することで現在の「ヤクーツク航空」が誕生した。
また、2016年にはポーラーエアラインズ(Полярные авиалинии)を買収し、子会社化した。

## 主な就航都市
ロシア（サハ共和国内）
- ロシア
  - ヤクーツク
  - ハンドゥイガ
  - レンスク
  - ミールヌイ
  - ネリュングリ
  - オリョークミンスク
  - スレドネコリムスク
  - ティクシ
  - ウスチ＝マヤ
  - ヴィリュイスク

ロシア（サハ共和国外）
- ロシア
  - モスクワ（ヴヌーコヴォ国際空港・ドモジェドヴォ空港）
  - サンクトペテルブルク
  - クラスノダール
  - ソチ
  - クラスノヤルスク
  - ノヴォシビルスク
  - オムスク
  - イルクーツク
  - ブラゴヴェシチェンスク
  - ハバロフスク
  - マガダン
  - オホーツク
  - オハ
  - ノグリキ
  - ペトロパブロフスク・カムチャツキー
  - ユジノサハリンスク
  - アナディリ

国際線
- 中華人民共和国
  - ハルビン

## 保有機材

### 現在のフリート
2022年6月現在

### 過去のフリート
| ギャラリー | 機種               | 保有機数 | 運航開始 | 運航終了 | 注釈       |
| ---------- | ------------------ | -------- | -------- | -------- | ---------- |
|            | An-140             | 4        | 2006     | 2014     |            |
|            | ボーイング757-200  | 5        | 2007     | 2015     |            |
|            | ボーイング757-200F | 2        | 2011     | 2018     | 子会社運航 |
|            | Тu-154M            | 10       | 2002     | 2018     |            |